# Crișul Alb
Crișul Alb (deutsch Weiße Kreisch, ungarisch Fehér-Körös) ist der südlichste der drei Quellflüsse der Kreisch, rum.: Criș, ung.: Körös, die sich erst in Ungarn zu dieser vereinigen. Sie entspringt im Apuseni-Gebirge in Rumänien, fließt in diesem Land durch die Talkessel von Brad, Gurahont und Zarand und vereinigt sich schließlich in Ungarn als Fehér-Körös mit der Fekete-Körös (Schwarzen Kreisch) zur Körös. Auf einem halben Kilometer bildet die Crișul Alb die Grenze zwischen Rumänien und Ungarn.

## Nebenflüsse
| Linke Nebenflüsse | Rechte Nebenflüsse |
| --- | --- |
| Valea Albă, Valea Laptelui, Plai, Buceș, Bucureșci, Luncoiu, Țebea, Vălișoara, Unguroiu, Valea Văleni, Birtin, Vața, Prăvăleni, Valea Mare, Valea Rea, Sighișoara Mustești, Bodești, Almaș, Chișindia, Canalul Morilor Gut, Cigher, Chișer, Canalul Morilor | Artan, Brad, Junc, Ribița, Baldovin, Obârșia, Ociu, Hălmăgel, Leasa, Valea Leucii, Glimea, Valea Ursului Talagiu, Tăcașele, Zimbru, Feniș, Crocna, Dumbrăvița, Craicova, Topasca, Sebiș |

## Bildergalerie

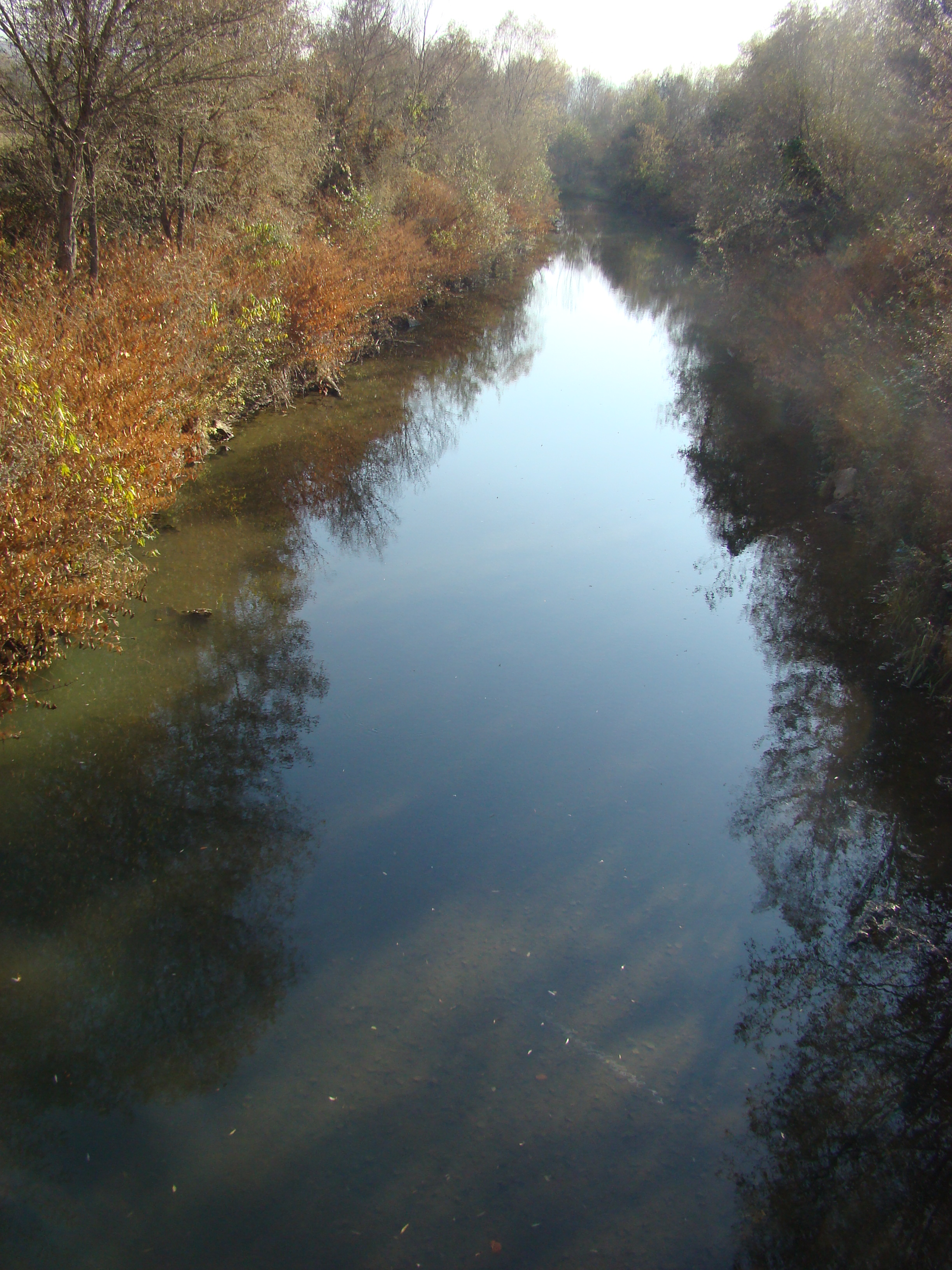
Die Weiße Kreisch bei Crișan
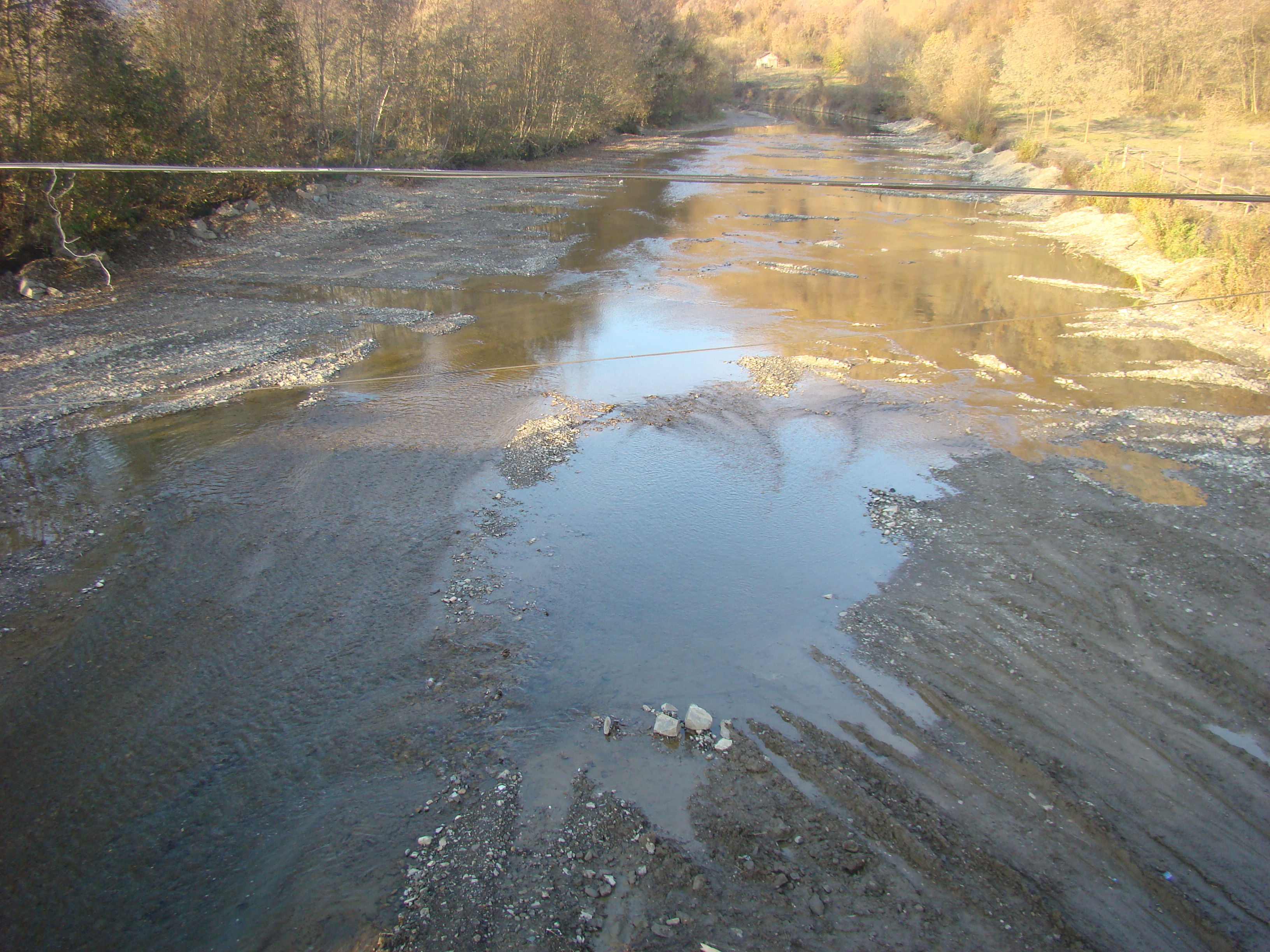
Die Weiße Kreisch bei Zdrapți
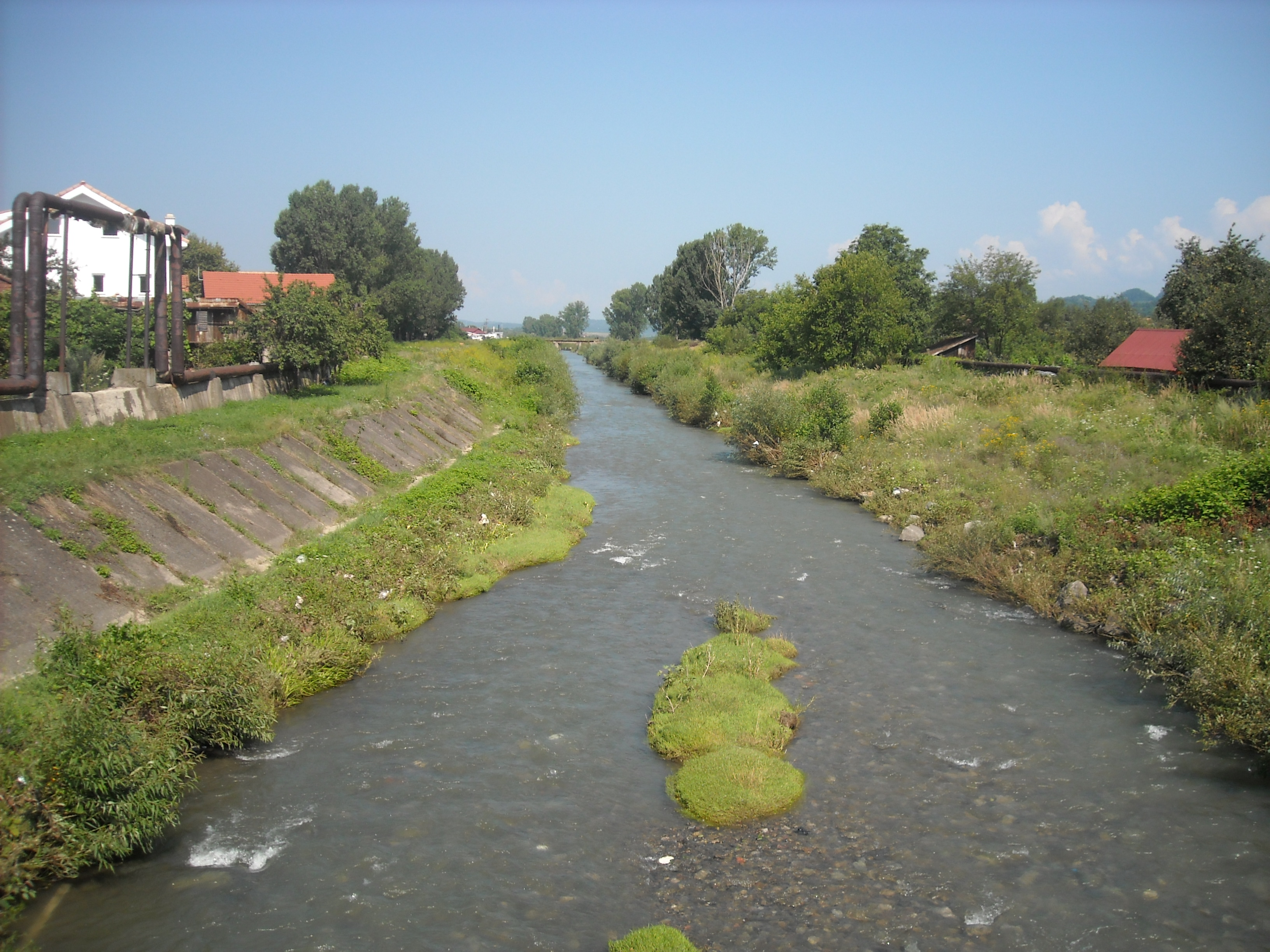
Die Weiße Kreisch bei Brad